# Glienicke/Nordbahn
Glienicke/Nordbahn es un municipio situado en el distrito de Alto Havel, en el estado federado de Brandeburgo (Alemania), a una altura de 50 metros. Su población a finales de 2016 era de 12 000 habs. y su densidad poblacional, 2500 hab/km².